# Campi profughi Sahrawi

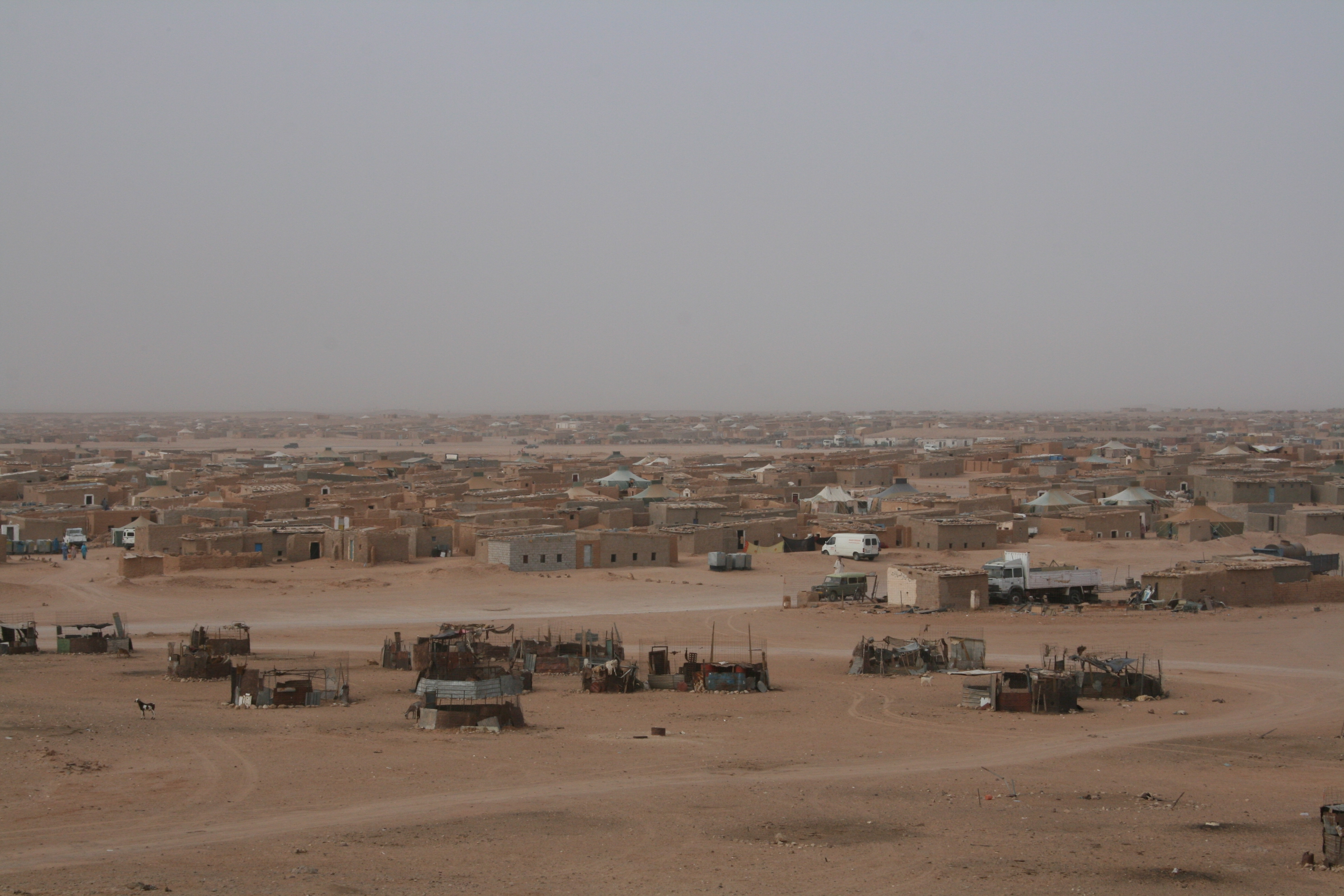
Campo profughi di El-Aaiún

I campi profughi Sahrawi di Tindouf, Algeria, sono un complesso di campi che si insediarono nella Provincia di Tindouf, Algeria tra il 1975 e il 1976 da parte della popolazione Sahrawi in fuga dalle forze armate marocchine, che avanzavano e prendevano possesso del Sahara occidentale durante la guerra del Sahara occidentale. La maggior parte dei rifugiati di primo insediamento vive ancora negli accampamenti; questa condizione è tra quelle di maggiore durata nel mondo.
La Commissione europea ha definito la popolazione del Sahrawi i "profughi dimenticati" per il protrarsi nel tempo di una condizione di cui ancora oggi, dopo oltre 40 anni, non si intravede un superamento.
Le limitate possibilità di auto sostentamento nelle dure condizioni climatiche dell’ambiente desertico hanno reso la sopravvivenza dei rifugiati dipendente dagli aiuti umanitari internazionali.
L’organizzazione dei campi di Tindouf differisce sostanzialmente dalla maggior parte dei campi profughi in particolare nel livello di autonomia organizzativa. Le attività e la pianificazione della vita dei campi sono gestite dai rifugiati stessi con una limitata interferenza esterna.
I campi sono suddivisi in cinque  wilaya (province) che derivano il nome da cinque città del Sahara occidentale, ora territorio occupato:  El Aaiun, Auserd, Smara,  Dakhla  e più recentemente anche Capo Bojador che ha inglobato il piccolo campo 27 Febbraio, costituito dal collegio femminile; infine   Rabouni che è sede degli uffici amministrativi.
Gli insediamenti sono sparsi su aree piuttosto ampie.  Mentre  El Aaiun, Smara, Auserd, Bojador e Rabouni  si trovano nel raggio di un’ora d’auto dalla città di Tindouf, il campo di Dakhla dista 170 km da Tindouf in direzione sud-est, quasi al confine con il Mali.

## Istituzioni e amministrazioni pubbliche
I campi profughi sono governati dal Polisario, in quanto territorio facente parte della Repubblica Democratica Araba dei Sahrawi (RASD). 
L’amministrazione e il governo in esilio della RASD hanno sede nel campo di Rabouni.
I campi di Tindouf sono strutturati in sub-unità amministrative, ciascuna delle quali elegge i propri rappresentanti preposti alle decisioni politiche.  Ciascuna delle cinque wilaya (province) è ripartita in alcune daïra (comuni), che a loro volta sono ripartiti in hay o  barrios (quartieri).
I comitati locali sono preposti alla gestione e distribuzione delle merci essenziali, dell’acqua e del cibo, mentre le autorità di daïra, costituite dai rappresentanti degli hay, si occupano dell’organizzazione delle scuole, delle attività culturali e dei servizi medici. Le donne sono coinvolte in numerosi aspetti amministrativi e hanno numerose posizioni di rilievo nelle istituzioni; UNHCR ha riconosciuto l’importanza della loro partecipazione nell’amministrazione del campo e delle strutture sociali.
L’Algeria ha riconosciuto la RASD nel 1976 e non interferisce con l’organizzazione del territorio dei Sahrawi considerando l’area come effettivamente sottoposta alle leggi Sahrawi; nonostante la presenza militare algerina sia significativa e consistente nella vicina città di Tindouf, l’Algeria sostiene che la responsabilità per il rispetto dei diritti umani nel territorio dei campi sia in capo al Polisario.
I residenti sono soggetti alla Costituzione e alle Leggi della RASD. Un sistema giudiziario locale con tribunale e carcere è retto dal Polisario. Sono presenti qadi (giudici di sharia)  che hanno giurisdizione in materia di diritto individuale e diritto di famiglia.
Fin dall’insediamento nel territorio il Polisario ha dato priorità alla scuola e alla formazione e sono state istituite 29 sedi di scuola materna,  31 di scuola elementare e 7 di scuola media; inoltre sono stati realizzati gli istituti superiori  ‘27 Febbraio’ e ‘12 Ottobre’  e alcuni centri di formazione ad indirizzo tecnico. In ogni wilaya esistono dei centri di formazione professionale per le donne e scuole per disabili, create e gestite dall’Unione Nazionale delle donne Sahrawi.
Mentre il materiale didattico è ancora scarso, l’alfabetizzazione è  passata dal 5% degli anni della realizzazione dei campi al 90% (dato 1995).
È riconosciuto l’obbligo scolastico per i bambini e parecchie migliaia di studenti hanno frequentato corsi universitari in Algeria, Cuba e Spagna nell’ambito delle iniziative di aiuto internazionale. Conseguentemente molti dei quadri professionali Sahrawi parlano correntemente lo spagnolo. 
L’Algeria offre numerose opportunità di studio superiore e universitario agli studenti provenienti dai campi sia attraverso l’assegnazione di borse di studio sia mediante l’accoglienza in residenze studentesche. Anche Libia e Siria in passato offrivano percorsi di studio a studenti Sahrawi.
I campi sono dotati di 27 cliniche, un ospedale centrale per i casi più gravi e specifici e 4 ospedali regionali.
I campi sono sede delle forze militari della Repubblica Democratica Araba dei Sahrawi. 
Gli uomini sono tenuti al servizio militare nelle forze armate della SADR. Durante gli anni della guerra anche alcuni reparti femminili furono arruolati nelle unità di protezione dei campi profughi. 
Ciò che sembra aver permesso il superamento delle difficoltà  della vita negli accampamenti è il lavoro comunitario e solidale o "tuiza", tradizionalmente presente nella comunità nomade Sahrawi e riproposto nei campi come mezzo per migliorare le condizioni di vita delle famiglie e della parte più debole della popolazione; la tuiza ha facilitato la costruzione degli ospedali e delle scuole, le campagne di prevenzione sanitaria e vaccinale, la creazione di un corpo di polizia che non dipende dall’esercito, il mantenimento degli accampamenti.

## Popolazione
Il numero dei profughi Sahrawi presenti nei campi è un dato controverso e politicamente sensibile.
Il Marocco sostiene che il Polisario e il governo dell’Algeria abbiano sovrastimato il numero dei residenti nei campi ai fini di ottenere una maggiore attenzione a livello internazionale e maggiori aiuti, mentre il Polisario accusa il Marocco di mirare a una riduzione dei volumi di aiuti come mezzo di pressione sulla popolazione civile residente nei campi. 

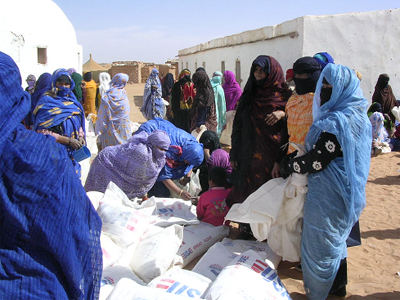
"Campo profughi di Dakhla – distribuzione della farina alle donne e ai ragazzi da parte di USAID. (gennaio 2004)

Il numero dei rifugiati costituisce anche un aspetto di rilievo per il peso politico dei profughi nell’eventualità del referendum per stabilire il futuro del Sahara Occidentale. 
Le autorità algerine hanno stimato in 160.000 il numero dei profughi Sahrawi presenti sul proprio territorio.
Questo dato è stato condiviso dal Polisario, sebbene riconosca anche che una piccola parte dei profughi si sia trasferita in Mauritania, dove attualmente sono presenti circa 26.000 rifugiati Sahrawi.
L’UNHCR per molti anni ha fatto proprie le stime numeriche dichiarate dall’Algeria, ma nel 2005 il dubbio sulla validità dei dati forniti ha indotto l’organizzazione a ridurre considerevolmente gli aiuti sulla base di una stima sostenuta dall’analisi di immagini satellitari che presupponeva la presenza di circa 90.000 abitanti nei campi.
Per una decina d'anni UNHCR nei programmi di aiuto ha fatto riferimento a questo dato integrandolo con aiuti per ulteriori 35.000 unità, per un totale quindi di 125.000 rifugiati
, rimandando nel tempo l'intenzione di 
realizzare un censimento in accordo con il Polisario e il governo algerino allo scopo di determinare il numero esatto di rifugiati presenti nei campi.
Nel 1998, la missione Minurso aveva individuato 42.378 adulti con diritto di voto nei campi, considerando però solamente coloro che si erano presentati nelle sedi di registrazione e che erano in grado di dimostrare di appartenere o di essere discendente di residenti nel Sahara Occidentale prima dell’esodo del 1975.
Nessun ulteriore tentativo è stato fatto in concomitanza con questa attività di registrazione per arrivare ad una stima più reale della popolazione totale dei campi.
Il governo marocchino sostiene che il numero totale dei rifugiati si collochi tra 45.000 e 50.000, e soprattutto che la popolazione sia trattenuta nei campi dal Polisario contro la sua volontà.
A questa diatriba, durata anni, ha recentemente posto fine UNHCR che, considerando le evidenze di malnutrizione e le numerose sollecitazioni, ha costituito un gruppo di lavoro indipendente per rilevare la popolazione effettiva dei 5 campi e nel mese di marzo 2019 ha reso pubblico il rapporto che ha fissato il numero dei profughi in 173.600 persone.
Attualmente (2019) il piano di intervento di UNHCR dispone per aiuti e servizi per 173.600 profughi.
La rilevazione aveva anche lo scopo di individuare i dati disaggregati per età per meglio calibrare le forniture alimentari e gli interventi sanitari e ha consentito di conoscere il profilo demografico della popolazione individuando un elevato tasso di crescita: i minori di 17 anni costituiscono il 38 % della popolazione e il nucleo familiare medio è costituito da 6,4 persone tra minori, adulti e anziani.

## Condizioni di vita

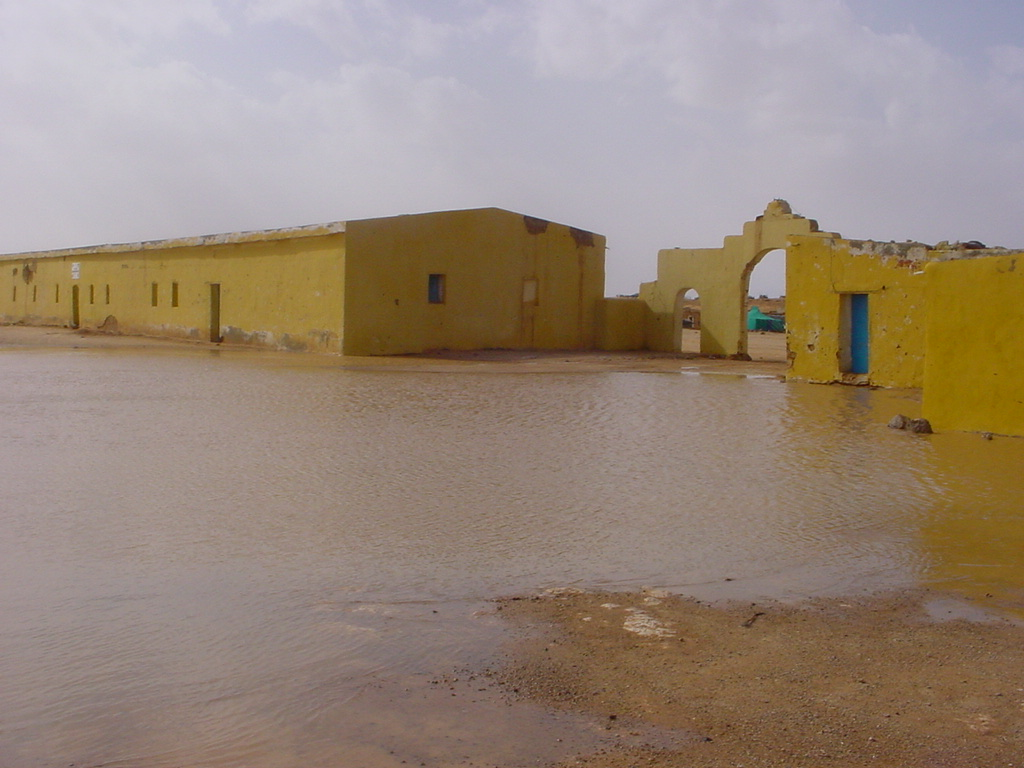
"Il campo 27 Febbraio dopo l’inondazione del febbraio 2006"

La popolazione dei campi profughi vive in tende o modeste abitazioni costruite di mattoni e sabbia. 
L’area di Tindouf occupa parte dell’hammada, una vasta pianura desertica del Sahara. Le temperature estive in questa parte dell’hammada, conosciuta con il nome di Deserto del diavolo, raggiungono e talvolta superano 50 °C; sono frequenti le tempeste di sabbia che bloccano la normale vita quotidiana. La vegetazione è assente o assai scarsa e la legna per il fuoco deve essere raccolta decine di chilometri di distanza.  In poche località è presente l’acqua che comunque è insufficiente. 
L’ambiente non consente il sostentamento delle popolazioni e i campi dipendono completamente dagli aiuti stranieri. Cibo, acqua potabile, materiale da costruzione e abbigliamento sono trasportati dalle agenzie internazionali.
I rifornimenti alimentari vengono trasferiti dal porto di Orano a Rabouni a cura del Programma alimentare mondiale (WFP) in collaborazione con la Mezzaluna Rossa Algerina (ARC) e il governo algerino, mentre la distribuzione da Rabouni ai diversi campi è gestita dal Polisario in collaborazione Mezzaluna Rossa Sahrawi (WSRC).
L’alimentazione della popolazione è poco varia e molto carente di frutta e verdura e ciò determina che 39  % dei bambini e il 44 % delle donne siano anemici.
Le case e le tende sono prive di acqua potabile da rete idrica; pertanto sono state dotate di cisterne che vengono periodicamente rifornite da autobotti.  L’organizzazione del rifornimento idrico è supportato da UNHCR in collaborazione con il Ministero dell'acqua e dell'ambiente della RASD; per il 2018 l’obbiettivo di servizio è la fornitura di 20 litri/die di acqua per profugo, quantitativo considerato a livello internazionale lo standard minimo, a fronte di una fornitura effettiva attuale (2018) di circa la metà dello standard minimo.
Con l’avvio di una modesta economia di base, alcuni profughi sono stati in grado di acquisire televisori, automobili e antenne paraboliche, che consentono loro di rimanere costantemente informati su quanto avviene all’esterno dei campi profughi contribuento a ridurre lo stato di isolamento in cui versano. È riconosciuto il diritto alla proprietà privata.
Il clima è caratterizzato da saltuarie e improvvise tempeste di sabbia e temporali. Le forti piogge e conseguenti inondazioni hanno distrutto gran parte dei campi nel 2006; UNHCR in cooperazione con il Programma alimentare mondiale e il governo algerino ha fatto fronte all’emergenza fornendo tende e rimpiazzando le scorte di alimenti andate perdute.
Nell’ottobre 2015, nuovamente le forti piogge hanno inondato i campi, distruggendo le case di mattoni di sabbia, abbattendo tende e danneggiando le scorte alimentari. Più di 11.000 nuclei familiari sono stati coinvolti nell’emergenza inondazione.
Il Programma alimentare mondiale ha ripetutamente espresso la propria preoccupazione per la scarsità delle risorse e delle donazioni e le possibili conseguenze negative dovute alla limitata qualità e quantità del cibo.
Anche UNHCR ha segnalato un numero elevato di casi di malnutrizione severa.
Secondo l’organizzazione “Refugees International”  la situazione è particolarmente critica nel campo di Dakhla, il campo più periferico rispetto a Tindouf.

## Il ruolo della donna nei campi profughi
Il Polisario ha perseguito una forma di modernizzazione nell’organizzazione sociale dei campi attraverso la diffusione e valorizzazione delle iniziative educative e di formazione, un contenimento del tribalismo e favorendo in parte l’emancipazione delle donne. 

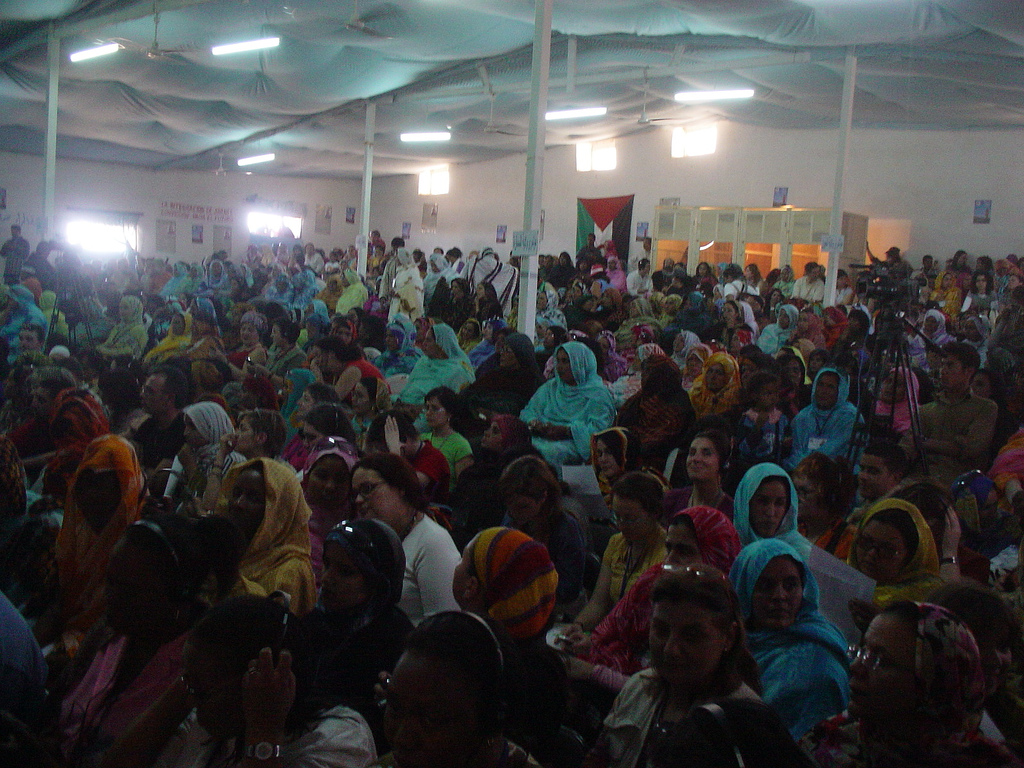
Una sessione del V Congresso dell’Unione Nazionale delle Donne Sahrawi – Tindouf, aprile 2007

Il ruolo delle donne era già centrale nella vita pre-coloniale e coloniale, ma fu rafforzato durante gli anni della guerra (1975–1991), quando le donne Sahrawi gestivano la gran parte delle attività amministrative dei campi mentre gli uomini erano impegnati al fronte.
Le attività che impegnano le donne fin dall’inizio della fondazione dei campi sono rivolte principalmente all’educazione e formazione dei bambini e dei giovani, alla prevenzione e assistenza sanitaria nelle strutture specifiche e nelle famiglie, alle attività amministrative e organizzative dei servizi di base alla collettività (distribuzione delle provviste, raccolta e smaltimento dei rifiuti etc).
Le donne sono presenti, opportunamente addestrate, anche nel corpo di polizia nazionale che interviene per i reati minori.
Queste attività unitamente all’alfabetizzazione e alla formazione professionale hanno favorito una maggiore considerazione del ruolo delle donne nella società Sahrawi. Il ritorno di un considerevole numero di uomini a partire dalla cessazione degli scontri nel 1991 può aver rallentato questo processo ma ancora oggi le donne gestiscono la maggior parte delle attività amministrative ed organizzative dei campi e l’Unione nazionale delle Donne Sahrawi (UNMS) è molto attiva nel promuovere il loro ruolo. 
L’Unione Nazionale delle Donne fu fondata nel 1974 come ala femminile del Polisario per il sostegno alla lotta dei Sahrawi e per migliorare l’organizzazione della vita nei campi. L’Unione è’ un organismo indipendente con una propria struttura direzionale e organizzativa.
Organo di indirizzo è il “Congresso” che si tiene ogni 5 anni e indica gli obbiettivi da perseguire ed elegge una Segreteria Nazionale che è membro di diritto della Segreteria generale del Polisario.

## Lavoro ed economia
Se da un lato sono numerose le organizzazioni internazionali presenti e operative nei campi (ECHO, Programma alimentare mondiale, UNICEF, UNHCR), il Polisario ha sempre insistito nell’impiego di personale locale per molteplici attività  necessarie alla vita negli accampamenti: insegnamento, riparazioni, costruzioni,  sanità, etc.
UNHCR ha favorito questo processo e infatti scuole, dispensari, ospedali e trasporti sono totalmente gestiti dai Sahrawi grazie anche all’alto livello di istruzione diffuso tra la popolazione in aree chiave quali la salute e medicina, pedagogia, legge. 
Ciò anche al fine di mantenere attivi i profughi ed evitare il senso di frustrazione e di disperazione dopo oltre quarant’anni di esilio. Nonostante questo però  le posizioni lavorative rimangono assai scarse e i membri della popolazione Sahrawi che hanno potuto frequentare corsi universitari all’estero raramente possono utilizzare le competenze acquisite.  Alcuni cittadini Sahrawi lavorano nella vicina città di Tindouf.
Un ridotto sistema monetario si è sviluppato nei campi nel corso degli anni 90, a seguito della decisione del governo spagnolo di pagare la pensione a coloro che durante il periodo coloniale erano stati arruolati nelle Truppe Nómadi. Risorse economiche derivano anche dalle attività dei Sahrawi che lavorano in Algeria o all’estero e da quei rifugiati che hanno mantenuto delle attività economiche tradizionali tipiche dei beduini e dei tuareg, in particolare l’allevamento di bestiame sul territorio algerino, mauritano e nelle aree del Sahara Occidentale controllate dal Polisario.
Sono sorti piccoli empori gestiti prevalentemente dagli uomini, piccole botteghe che offrono diversi prodotti. La proprietà privata seppure modesta è lecita e segna leggere differenze sociali.
L’economia privata comunque rimane assai limitata e i campi continuano a sopravvivere principalmente grazie agli aiuti internazionali e al sostegno algerino.

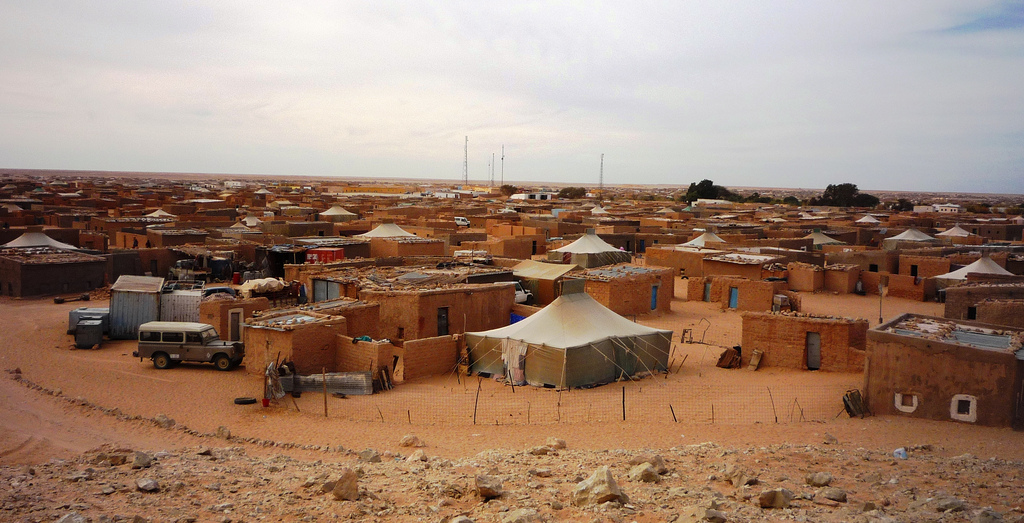
Campo profughi - 2012

## Separazione dei nuclei familiari e diritti umani
Sin dagli anni della guerra tra Fronte Polisario ed esercito marocchino,  i contatti tra i campi e i territori del Sahara Occidentale controllati dall’esercito marocchino sono impediti dalla costruzione del muro marocchino che impedisce i movimenti attraverso i territori e dalla chiusura dei confini tra Algeria e Marocco. Migliaia di famiglie sono divise da oltre 40 anni, una condizione di grande sofferenza per la popolazione sia del Sahara Occidentale sia dei campi profughi.
A partire dal 2004, UNHCR  ha gestito un programma di scambio di visite della durata di 5 giorni per un numero limitato di persone provenienti dai campi verso i territori occupati dal Marocco e viceversa.
Le Nazioni Unite hanno inoltre istituito nel 2003 un servizio telefonico e postale tra i campi e i territori occupati del Sahara Occidentale.
Sul fronte dei diritti umani, il Polisario ha riconosciuto episodi di maltrattamento relativi agli anni ‘70 e ‘80, ma nega l’accusa che gli abusi siano continuati negli anni seguenti. Resoconti di pestaggi e torture, in alcuni casi con decesso,  perpetrati contro prigionieri di guerra marocchini trattenuti nei campi sono stati sostenuti anche da alcune organizzazioni per i diritti umani; ciò sembra aver contribuito al rilascio degli ultimi prigionieri marocchini presenti nei campi nell’estate del 2005.
Ci sono proteste da parte del Marocco che descrive i campi come territori completamente chiusi al mondo esterno dove ai residenti  è impedito di lasciare i campi per raggiungere i territori occupati; le autorità  dei campi sostengono che ciò sia falso e che si svolgano dei normali controlli sui movimenti delle persone finalizzati alla distribuzione degli aiuti. Missioni delle organizzazioni per i diritti umani hanno evidenziato che le condizioni di vita nei campi sono critiche per quanto riguarda i bisogni essenziali di sussistenza, ma che per quanto concerne i diritti umani le condizioni sono soddisfacenti, anche se la mancanza di una opposizione politica è evidente.
L’abbandono dei campi è malvisto e considerato un tradimento della causa dei Sahrawi e chi intende lasciare i campi normalmente lo fa di nascosto attraverso la Mauritania senza comunicare la propria destinazione e senza portare nulla con sé per non insospettire.
Un sopralluogo realizzato nel 2006 dall’Alto commissariato delle Nazioni Unite per i diritti umani (UNHCHR o OHCHR) sia nel Sahara Occidentale sotto il controllo del Marocco sia nei campi ha documentato che non si sono verificati abusi e lamentele per quanto concerne i diritti umani nei campi profughi, ma ha sottolineato la necessità  di maggiori controlli e verifiche.  La relazione ha inoltre severamente criticato la gestione del Sahara Occidentale da parte del Marocco, relazione che è stata ritenuta parziale e partigiana da parte del governo marocchino.
Nell’aprile 2010, il governo Sahrawi ha richiesto una supervisione sui diritti umani da parte delle Nazioni Unite nei territori liberati e nei campi profughi, dichiarando la totale disponibilità a collaborare con gli osservatori UN per quanto concerne il territorio sotto il loro diretto controllo e chiedendo la medesima disponibilità al Marocco per quanto concerne i territori occupati.

## Cooperazione internazionale
La cooperazione internazionale supporta i rifugiati Sahrawi fin dall’insediamento dei campi sul territorio algerino nel 1975. Le principali organizzazioni delle Nazioni Unite presenti e attive sono:
- l’Alto commissariato delle Nazioni Unite per i rifugiati (UNHCR) coordina la maggior parte degli interventi nei campi finalizzati alla fornitura dei servizi di base negli accampamenti (alimenti, acqua, medicinali e sanità e sistema scolastico) e collabora alla pianificazione delle attività con le altre agenzie delle  Nazioni Unite per un impegno complessivo di circa US $ 37 milioni (dato 2019)[32]
- il Programma alimentare mondiale (WPF – World Food Programme) supporta la fornitura di alimenti, sviluppa azioni mirate in particolare alla prevenzione della malnutrizione dei bambini che è un problema cronico della popolazione minorile; dal 2017 sperimenta un progetto di cultura idroponica a basso consumo di acqua per consentire l’alimentazione dei caprini e quindi aumentare i consumi di carne e latte fresco[33]
- Fondo delle Nazioni Unite per l'infanzia (UNICEF).

A queste vanno aggiunte l’AECID (Agencia Española de Cooperacion y Desarrollo) che conta una presenza costante nelle tendopoli sahrawi e un budget specifico sebbene in costante diminuzione e la cooperazione decentrata delle varie comunità spagnole tra le quali spicca l’aiuto dei Paesi Baschi.
Sono presenti inoltre numerose ONG e associazioni di solidarietà con progetti umanitari settoriali specifici. 
Le associazioni di sostegno alla popolazione dei campi profughi Sahrawi possono aderire ad EUCOCO, Coordinamento europeo delle associazioni di sostegno al popolo Sahrawi, che annualmente convoca una conferenza di aggiornamento e confronto sulle tematiche del sostegno umanitario nel Sahara Occidentale e ospita dei tavoli di coordinamento sulla cooperazione e l'aiuto sanitario.

## Cooperazione italiana
Sebbene l’Algeria e i Campi Profughi Sahrawi non rientrino tra le aree definite come prioritarie dalla cooperazione italiana l’aiuto italiano è fortemente presente nell’area.
Il compito di aiuto dello Stato italiano alle popolazioni profughe è demandato all’Agenzia italiana per la cooperazione allo sviluppo (AICS), che in Algeria interviene principalmente sostenendo attraverso un finanziamento diretto l’azione di Agenzie dell’ONU e ONG presenti e operative nei campi. Nel 2018 nell’area di Tindouf ha contribuito con stanziamenti finanziari alla realizzazione degli interventi del Programma alimentare mondiale, di UNICEF e del Movimento Africa 70. L’Agenzia pubblica una banca dati dei progetti finanziati da enti pubblici e associazioni private nel settore umanitario.
È inoltre presente nei campi un ampio movimento di solidarietà italiano cui fanno capo Regioni, Comuni, Comitati, Associazioni che realizza piccoli e grandi progetti di cooperazione, tra cui CISP, NEXUS ER, Veterinari senza Frontiere e Associazione Salam.
L’Associazione Nazionale di Solidarietà con il Popolo Sahrawi (ANSPS)  costituisce il riferimento per le associazioni nazionali e locali e gli enti territoriali che sviluppano azioni a favore dei profughi Sahrawi nei campi e di raccolta fondi e invio di aiuti umanitari; promuovono campagne di informazione e sensibilizzazione sulla situazione nel Sahara Occidentale. L’ANSPS è membro di EUCOCO,  Coordinamento europeo delle associazioni di sostegno al Popolo Sahrawi.

## Rapimento di cooperanti ONG nel 2011
Il 23 ottobre 2011, tre operatori europei della rete di cooperazione furono rapiti a Rabouni, il centro amministrativo dei campi profughi. I tre ostaggi erano due cittadini spagnoli (Enric Gonyalons and Ainhoa Fernández de Rincón) e una cittadina italiana (Rossella Urru); tutti erano membri di associazioni umanitarie ONG. Nel corso del sequestro,  Enric Gonyalons e una guardia Sahrawi sono stati feriti dal gruppo di attacco, che secondo fonti del Polisario provenivano dal Mali. 
Inizialmente Brahim Ghali, ambasciatore della SADR ad Algeri, ha attribuito il sequestro a un gruppo di Al-Qaida del Maghreb.
Fonti della sicurezza della Mauritania e del Mali hanno attribuito il rapimento a gruppi di Al-Qaida.
Il sequestro è stato ampiamente condannato dalle nazioni a partire dalla Commissione africana per i diritti dell’uomo e dei popoli  e dall’Unione europea. 
I cooperanti sono stati liberati dal Movimento per l'Unicità e il Jihad nell'Africa Occidentale (MOJWA) a Gao in Mali il 18 luglio 2012, dopo quasi 9 mesi di sequestro, trasferiti nel Burkina Faso e successivamente in Spagna.